# ル・バルブイエの嫉妬
『ル・バルブイエの嫉妬』（仏語原題：  La Jalousie du barbouillé   ）は、モリエールの戯曲。制作年月日は不明だが、初期（南仏巡業中）の作品であろうと言われている。「バルブイエ」というのは「顔に白粉を塗った」という意味の演劇用語である。

## 登場人物
| 配役                               |                |
| 登場人物                           | 役者           |
| ル・バルブイエ, アンジェリックの夫 | ルネ＝ベルトロ |
| 学者先生                           |                |
| アンジェリック, ゴルジビュスの娘   |                |
| ヴァレール, アンジェリックの恋人   |                |
| カトー, アンジェリックの小間使い   |                |
| ゴルジビュス, アンジェリックの父親 | レピー         |
| ヴィルブルカン                     | ド・ブリー     |
| ラ・ヴァレ                         |                |

## あらすじ
ル・バルブイエはアンジェリックの悪妻ぶりに困り果て、復讐を考えている。そこへ学者先生がやってきたので話を聞いてもらおうとしたが、学者先生は「いかに自分が素晴らしい学者であるか」を力説し始めたので、話を聞いてもらえなかった。「金をやるから」話を聞くよう言うル・バルブイエであったが、学者先生は「そんなものに興味はない」と言って逃げ去ってしまう。一方、アンジェリックはヴァレールと会っていたが、たまたま学者先生を追いかけていたル・バルブイエに現場を見られてしまった。そこへゴルジビュスやヴィルブルカンもやってきて、揉め始める一同であったが、学者先生が仲裁のために再び登場。しかし役に立つどころか、またもご高説を垂れ始め、混乱に拍車をかけただけだった。ル・バルブイエが学者先生を追い払ったことで、場は落ち着いたが、夜になったので各々家に帰ることにした。ル・バルブイエも帰宅したが、アンジェリックの姿が見えないので呆れ果て、家の鍵を閉めてアンジェリックを締め出した。「家へ入れて欲しい」との彼女の懇請に耳を貸さないル・バルブイエであったが、彼女の自殺の演技に引っかかり、立場は逆転、逆に締め出されてしまった。ゴルジビュスとヴィルブルカンの仲裁で仲直りした両者であったが、そこへ再び学者先生が登場する。アリストテレス云々言いだすが、邪険に扱われる学者先生であった。

## 成立過程
制作年月日は伝わっていないが、モリエールが南仏巡業中に制作したファルスの一つであるとされている。「ル・バルブイエ」は主役を演じたルネ＝ベルトロの当たり役のひとつであった。彼を主役に据えた作品は他にも『グロ＝ルネの嫉妬』、『ぼうやのグロ＝ルネ』などがタイトルと上演記録のみ伝わっているが、前者はこの作品の別名であるというだけかもしれない。1658年に勇躍パリに進出したモリエール劇団がパリ市民のこころをつかむために、本作を含むグロ＝ルネ主演の笑劇は重要な役割を果たした。
本作の構想の源泉となったのは、その大筋が似ていることからジョヴァンニ・ボッカッチョの『デカメロン』第7日第4話であると考えられている。「妻を締め出していた夫が、策略に引っかかって逆に締め出されてしまう」という筋は、『ジョルジュ・ダンダン』第三幕においても用いられている。

## 日本語訳
- 『ル・バルブイエの嫉妬』川島順平訳、（モリエール全集 第一卷 所収）、中央公論社、1934年
- 『ル・バルブイエの嫉妬』秋山伸子、廣田昌義訳、（モリエール全集 1 所収）、臨川書店、2000年

## 翻案
- 『喜劇/艶舌魔』草野柴二訳、（モリエエル全集 上巻 所収）、金尾文淵堂・加島至誠堂、1908年
  - 元版　『喜劇/艶舌魔』草野柴二訳、明星 1904年6月号掲載